# Fréscano
Fréscano ist ein spanischer Ort und eine Gemeinde (municipio) mit 194 Einwohnern (Stand: 2024) im Nordwesten der Provinz Saragossa der Autonomen Region Aragonien.

## Lage
Fréscano liegt knapp 75 km (Fahrtstrecke) westnordwestlich der Provinzhauptstadt Saragossa in einer Höhe von etwa 300 m am Río Huecha. Zwischen Fréscano und Mallén liegen die Bergspitzen Burrén und Burrena, dort finden sich zwei Urnenfelder.
Das Klima ist gemäßigt bis warm; Regen (ca. 485 mm/Jahr) fällt übers Jahr verteilt.

## Bevölkerungsentwicklung
| Jahr      | 1970 | 1981 | 1991 | 2001 | 2011 | 2021 |
| Einwohner | 415  | 329  | 275  | 243  | 217  | 200  |

## Sehenswürdigkeiten
- Kirche der Jungfrau von Pilar (Iglesia de Nuestra Señora del Pilar) aus dem 17. Jahrhundert
- Marienkapelle (Ermita de Santa María de la Huerta)
- Palast der Herzöge von Villahermosa
- Rathaus